# Całka Gaussa

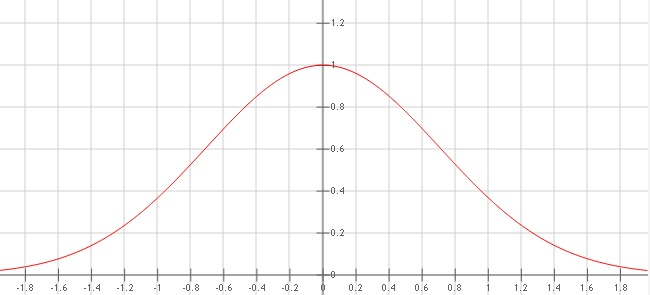
Wykres funkcji Pole obszaru zawartego między wykresem funkcji a osią jest równe

Całka Gaussa znana także jako całka Eulera-Poissona – całka z funkcji Gaussa {\displaystyle e^{-x^{2}}} na całej prostej. Jej nazwa pochodzi od niemieckiego matematyka i fizyka Carla Friedricha Gaussa. Jest to całka
{\displaystyle \int _{-\infty }^{+\infty }e^{-x^{2}}\,\mathrm {d} x={\sqrt {\pi }}.}
Całka ta ma szeroki zakres zastosowań. Przy niewielkiej zmianie zmiennych jest używana do obliczania normalizacji stałej rozkładu normalnego. Ta sama całka ze skończonymi granicami jest ściśle związania zarówno z funkcją błędu, jak i dystrybuantą rozkładu normalnego. W fizyce tego typu całki pojawiają się często, np. w mechanice kwantowej, i są wykorzystywane do znajdowania gęstości prawdopodobieństwa stanu podstawowego oscylatora harmonicznego, również przy znajdowaniu propagatora dla oscylatora harmonicznego wykorzystujemy tę całkę.
Chociaż nie istnieje żadna elementarna funkcja dla funkcji błędu, co może być sprawdzone za pomocą algorytmu Rischa, to całkę Gaussa można obliczyć analitycznie. Oznacza to, że nie można wyliczyć całki nieoznaczonej
{\displaystyle \int {e^{-x^{2}}}dx,}
ale całka oznaczona
{\displaystyle \int _{-\infty }^{+\infty }{e^{-x^{2}}}dx}
może zostać obliczona.
Całka Gaussa znajduje liczne zastosowania w fizyce, a liczne uogólnienia całki są stosowane w kwantowej teorii pola.

## Obliczanie całki Gaussa

### Przez współrzędne biegunowe
Standardowy sposób obliczania całki Gaussa, którego pomysł pochodzi od Poissona, wykorzystuje następujące równości
{\displaystyle \left(\int _{-\infty }^{\infty }e^{-x^{2}}\,dx\right)^{2}=\int _{-\infty }^{\infty }e^{-x^{2}}\,dx\int _{-\infty }^{\infty }e^{-y^{2}}\,dy=\int _{-\infty }^{\infty }\int _{-\infty }^{\infty }e^{-(x^{2}+y^{2})}\,dx\,dy.}
Rozważmy funkcję {\displaystyle e^{-(x^{2}+y^{2})}=e^{-r^{2}}} na płaszczyźnie {\displaystyle \mathbf {R} ^{2}} i obliczmy tę całkę, korzystając z dwóch narzędzi
1. przez podwójne całkowanie w układzie współrzędnych kartezjańskich całka ta jest kwadratem {\displaystyle \left(\int e^{-x^{2}}\,dx\right)^{2},}
2. poprzez całkowanie po powierzchni (w przypadku całki podwójnej w układzie współrzędnych biegunowych) całka ta jest wyliczona i wynosi {\displaystyle \pi .}

Wykorzystując powyższe narzędzia do obliczeń, otrzymujemy
{\displaystyle {\begin{aligned}\iint _{\mathbf {R} ^{2}}e^{-(x^{2}+y^{2})}\,d(x,y)&=\int _{0}^{2\pi }\int _{0}^{\infty }e^{-r^{2}}r\,dr\,d\theta \\&=2\pi \int _{0}^{\infty }re^{-r^{2}}\,dr\\&=2\pi \int _{-\infty }^{0}{\tfrac {1}{2}}e^{s}\,ds&&s=-r^{2}\\&=\pi \int _{-\infty }^{0}e^{s}\,ds\\&=\pi (e^{0}-e^{-\infty })\\&=\pi ,\end{aligned}}}
gdzie współczynnik {\displaystyle r} pochodzi z przejścia do współrzędnych biegunowych ({\displaystyle r} {\displaystyle dr} {\displaystyle d\theta } jest standardową miarą na płaszczyźnie wyrażoną we współrzędnych biegunowych), a podstawienie polega na wzięciu {\displaystyle s=-r^{2},} stąd {\displaystyle ds=-2rdr.}
Uzyskujemy
{\displaystyle \left(\int _{-\infty }^{\infty }e^{-x^{2}}\,dx\right)^{2}=\pi ,}
stąd
{\displaystyle \int _{-\infty }^{\infty }e^{-x^{2}}\,dx={\sqrt {\pi }}.}

#### Dowód
Aby uzasadnić całki podwójne niewłaściwe i przyrównać do siebie te dwa wyrażenia, zaczynamy od aproksymacji funkcji
{\displaystyle I(a)=\int _{-a}^{a}e^{-x^{2}}dx.}
Jeżeli całka
{\displaystyle \int _{-\infty }^{\infty }e^{-x^{2}}\,dx}
byłaby bezwzględnie zbieżna, mielibyśmy, że jej wartością główną jest granica
{\displaystyle \lim _{a\to \infty }I(a),}
która pokrywa się z
{\displaystyle \int _{-\infty }^{\infty }e^{-x^{2}}\,dx.}
Istotnie, zauważmy
{\displaystyle \int _{-\infty }^{\infty }|e^{-x^{2}}|\,dx<\int _{-\infty }^{-1}-xe^{-x^{2}}\,dx+\int _{-1}^{1}e^{-x^{2}}\,dx+\int _{1}^{\infty }xe^{-x^{2}}\,dx<\infty .}
Więc wyliczyliśmy całkę
{\displaystyle \int _{-\infty }^{\infty }e^{-x^{2}}\,dx}
przez wzięcie granicy
{\displaystyle \lim _{a\to \infty }I(a).}
Biorąc kwadrat wyrażenia {\displaystyle I(a),} dostajemy
{\displaystyle {\begin{aligned}I(a)^{2}&=\left(\int _{-a}^{a}e^{-x^{2}}\,dx\right)\left(\int _{-a}^{a}e^{-y^{2}}\,dy\right)\\&=\int _{-a}^{a}\left(\int _{-a}^{a}e^{-y^{2}}\,dy\right)\,e^{-x^{2}}\,dx\\&=\int _{-a}^{a}\int _{-a}^{a}e^{-(x^{2}+y^{2})}\,dy\,dx.\end{aligned}}}
Korzystając z twierdzenia Fubiniego, powyższa całka może być postrzegana jako całka powierzchniowa
{\displaystyle \iint _{[-a,a]\times [-a,a]}e^{-(x^{2}+y^{2})}\,d(x,y)}
po kwadracie o wierzchołkach {\displaystyle \{(-a,a),(a,a),(a,-a),(-a,-a)\}} na płaszczyźnie {\displaystyle xy.}
Ponieważ funkcja wykładnicza przyjmuje wartości większe od 0 dla wszystkich liczb rzeczywistych, całka po okręgu wpisanym w kwadrat musi być mniejsza niż {\displaystyle I(a)^{2}.} Podobnie całka po okręgu opisanym na kwadracie musi być większa niż {\displaystyle I(a)^{2}.} Całki te mogą być łatwo obliczone poprzez przejście ze współrzędnych kartezjańskich do współrzędnych biegunowych
{\displaystyle {\begin{aligned}x&=r\cos \theta ,\\y&=r\sin \theta ,\\d(x,y)&=r\,d(r,\theta ).\end{aligned}}}
{\displaystyle \int _{0}^{2\pi }\int _{0}^{a}re^{-r^{2}}\,dr\,d\theta <I^{2}(a)<\int _{0}^{2\pi }\int _{0}^{a{\sqrt {2}}}re^{-r^{2}}\,dr\,d\theta .}
(Zobacz: przejście ze współrzędnych kartezjańskich do współrzędnych biegunowych).
Całkując, otrzymujemy
{\displaystyle \pi \left(1-e^{-a^{2}}\right)<I^{2}(a)<\pi \left(1-e^{-2a^{2}}\right).}
Z twierdzenia o trzech ciągach, otrzymujemy, że całka Gaussa
{\displaystyle \int _{-\infty }^{\infty }e^{-x^{2}}\,dx={\sqrt {\pi }}.}

### Przez współrzędne kartezjańskie
Inna technika, pochodząca od Laplace’a (1812), jest następująca. Niech
{\displaystyle {\begin{aligned}y&=xs,\\dy&=x\,ds.\end{aligned}}}
Ponieważ granica z {\displaystyle S} przy {\displaystyle y\to \pm \infty } zależy od znaku zmiennej {\displaystyle x,} to upraszcza rachunki, korzystając z faktu, że {\displaystyle e^{-x^{2}}} jest funkcją parzystą, zatem całka nad zbiorem wszystkich liczb rzeczywistych jest po prostu podwojeniem całki od {\displaystyle 0} do {\displaystyle +\infty ,} tj.
{\displaystyle \int _{-\infty }^{\infty }e^{-x^{2}}\,dx=2\int _{0}^{\infty }e^{-x^{2}}\,dx.}
Tak więc w całym zakresie całkowania mamy {\displaystyle x\geq 0,} a zmienne {\displaystyle y} i {\displaystyle s} mają te same ograniczenia. To daje nam
{\displaystyle {\begin{aligned}I^{2}&=4\int _{0}^{\infty }\int _{0}^{\infty }e^{-(x^{2}+y^{2})}dy\,dx\\&=4\int _{0}^{\infty }\left(\int _{0}^{\infty }e^{-(x^{2}+y^{2})}\,dy\right)\,dx\\&=4\int _{0}^{\infty }\left(\int _{0}^{\infty }e^{-x^{2}(1+s^{2})}x\,ds\right)\,dx\\&=4\int _{0}^{\infty }\left(\int _{0}^{\infty }e^{-x^{2}(1+s^{2})}x\,dx\right)\,ds\\&=4\int _{0}^{\infty }\left[{\frac {1}{-2(1+s^{2})}}e^{-x^{2}(1+s^{2})}\right]_{x=0}^{x=\infty }\,ds\\&=4\left({\tfrac {1}{2}}\int _{0}^{\infty }{\frac {ds}{1+s^{2}}}\right)\\&=2\left[\arctan s{\frac {}{}}\right]_{s=0}^{s=\infty }\\&=\pi .\end{aligned}}}
Zatem {\displaystyle I={\sqrt {\pi }},} jak oczekiwaliśmy.

## Związek z funkcją gamma
Funkcja podcałkowa jest funkcją parzystą
{\displaystyle \int _{-\infty }^{\infty }e^{-x^{2}}dx=2\int _{0}^{\infty }e^{-x^{2}}dx.}
Tak więc, po zmianie zmiennej {\displaystyle x={\sqrt {t}},} zamienia się w całkę Eulera
{\displaystyle 2\int _{0}^{\infty }e^{-x^{2}}dx=2\int _{0}^{\infty }{\tfrac {1}{2}}\ e^{-t}\ t^{-{\frac {1}{2}}}dt=\Gamma \left({\tfrac {1}{2}}\right)={\sqrt {\pi }},}
gdzie {\displaystyle \Gamma } jest funkcją gamma. To pokazuje dlaczego silnia z połowy jest rzeczywistą wielokrotnością
{\displaystyle {\sqrt {\pi }}.}
Ogólniej
{\displaystyle \int _{0}^{\infty }e^{-ax^{b}}dx={\frac {\Gamma \left({\frac {1}{b}}\right)}{ba^{\frac {1}{b}}}}.}

## Uogólnienia

### Całka z funkcji Gaussa
Całką z funkcji Gaussa jest
{\displaystyle \int _{-\infty }^{\infty }e^{-a(x+b)^{2}}\,dx={\sqrt {\frac {\pi }{a}}}.}
Alternatywną całką jest
{\displaystyle \int _{-\infty }^{\infty }e^{-ax^{2}+bx+c}\,dx={\sqrt {\frac {\pi }{a}}}\,e^{{\frac {b^{2}}{4a}}+c}.}
Całka ta jest bardzo przydatna w obliczaniu wartości oczekiwanych niektórych ciągłych rozkładów prawdopodobieństwa dotyczących rozkładu normalnego. Zobacz np. wartość oczekiwana rozkładu logarytmicznie normalnego.

### n-wymiarowe uogólnienie funkcjonalne
Zobacz: wielowymiarowy rozkład normalny
Przypuśćmy, że {\displaystyle A} jest macierzą symetryczną {\displaystyle n\times n,} dodatnio określoną (stąd odwracalną). Wtedy
{\displaystyle \int _{-\infty }^{\infty }\exp \left(-{\tfrac {1}{2}}\sum _{i,j=1}^{n}A_{ij}x_{i}x_{j}\right)\,d^{n}x=\int _{-\infty }^{\infty }\exp \left(-{\tfrac {1}{2}}x^{T}Ax\right)\,d^{n}x={\sqrt {\frac {(2\pi )^{n}}{\det A}}},}
gdzie ta całka jest rozumiana jako całka na zbiorze {\displaystyle \mathbf {R^{n}} .} Fakt ten jest stosowany w badaniach wielowymiarowego rozkładu normalnego.
Ponadto
{\displaystyle \int x^{k_{1}}\dots x^{k_{2N}}\,\exp \left(-{\tfrac {1}{2}}\sum _{i,j=1}^{n}A_{ij}x_{i}x_{j}\right)\,d^{n}x={\sqrt {\frac {(2\pi )^{n}}{\det A}}}\,{\frac {1}{2^{N}N!}}\,\sum _{\sigma \in S_{2N}}(A^{-1})_{k_{\sigma (1)}k_{\sigma (2)}}\dots (A^{-1})_{k_{\sigma (2N-1)}k_{\sigma (2N)}},}
gdzie {\displaystyle \sigma } jest permutacją {\displaystyle \{1,\dots ,2N\},} a dodatkowy czynnik po prawej stronie to suma wszystkich kombinatorycznych par z {\displaystyle \{1,\dots ,2N\}} z {\displaystyle N} kopii {\displaystyle A^{-1}.}
Alternatywnie,
{\displaystyle \int f({\vec {x}})\exp \left(-{\tfrac {1}{2}}\sum _{i,j=1}^{n}A_{ij}x_{i}x_{j}\right)d^{n}x={\sqrt {\frac {(2\pi )^{n}}{\det A}}}\,\left.\exp \left({\tfrac {1}{2}}\sum _{i,j=1}^{n}(A^{-1})_{ij}{\frac {\partial }{\partial x_{i}}}{\frac {\partial }{\partial x_{j}}}\right)f({\vec {x}})\right|_{{\vec {x}}=0}}
dla pewnej analitycznej funkcji {\displaystyle f} pod warunkiem, że spełnia ona pewne ograniczenia dotyczące jej przyrostu oraz niektóre inne kryteria techniczne (to działa dla niektórych funkcji, np. wielomianów). Eksponenta pod całką jest rozumiana jako szereg potęgowy.
Podczas gdy całki funkcjonalne nie mają ścisłej definicji (lub nawet nieścisłe wyliczenie w większości przypadków), można zdefiniować funkcjonalną całkę Gaussa w sposób analogiczny jak w przypadku skończenie wymiarowym. Nadal istnieje jednak problem, że liczba {\displaystyle (2\pi )^{\infty }} jest nieskończona oraz że wyznacznik funkcyjny byłby w ogóle nieskończony. Ten problem może zostać rozwiązany, jeśli weźmiemy pod uwagę stosunek
{\displaystyle {\frac {\int f(x_{1})\dots f(x_{2N})e^{-\iint {\frac {1}{2}}A(x_{2N+1},x_{2N+2})f(x_{2N+1})f(x_{2N+2})d^{d}x_{2N+1}d^{d}x_{2N+2}}{\mathcal {D}}f}{\int e^{-\iint {\frac {1}{2}}A(x_{2N+1},x_{2N+2})f(x_{2N+1})f(x_{2N+2})d^{d}x_{2N+1}d^{d}x_{2N+2}}{\mathcal {D}}f}}={\frac {1}{2^{N}N!}}\sum _{\sigma \in S_{2N}}A^{-1}(x_{\sigma (1)},x_{\sigma (2)})\dots A^{-1}(x_{\sigma (2N-1)},x_{\sigma (2N)}).}
W notacji DeWitta to równanie wygląda identycznie jak w przypadku skończenie wymiarowym.

### n-wymiarowe wyrażenie liniowe
Jeżeli A jest dodatnio określoną macierzą symetryczną, to (zakładając, że wszystkie kolumny są wektorami)
{\displaystyle \int e^{-{\frac {1}{2}}\sum _{i,j=1}^{n}A_{ij}x_{i}x_{j}+\sum _{i=1}^{n}B_{i}x_{i}}d^{n}x=\int e^{-{\frac {1}{2}}{\vec {x}}^{T}\mathbf {A} {\vec {x}}+{\vec {B}}^{T}{\vec {x}}}d^{n}x={\sqrt {\frac {(2\pi )^{n}}{\det {A}}}}e^{{\frac {1}{2}}{\vec {B}}^{T}A^{-1}{\vec {B}}}.}

### Pokrewne całki
{\displaystyle \int _{0}^{\infty }x^{2n}e^{-{\frac {x^{2}}{a^{2}}}}\,dx={\sqrt {\pi }}{\frac {a^{2n+1}(2n-1)!!}{2^{n+1}}},}
{\displaystyle \int _{0}^{\infty }x^{2n+1}e^{-{\frac {x^{2}}{a^{2}}}}\,dx={\frac {n!}{2}}a^{2n+2},}
{\displaystyle \int _{0}^{\infty }x^{n}e^{-a\,x^{2}}\,dx={\frac {\Gamma ({\frac {(n+1)}{2}})}{2\,a^{\frac {(n+1)}{2}}}},}
{\displaystyle \int _{0}^{\infty }x^{2n}e^{-ax^{2}}\,dx={\frac {(2n-1)!!}{a^{n}2^{n+1}}}{\sqrt {\frac {\pi }{a}}},}
gdzie {\displaystyle n} jest liczbą całkowitą dodatnią.
Łatwym sposobem na wyliczenie tej całki jest różniczkowanie pod znakiem całki
{\displaystyle \int _{-\infty }^{\infty }x^{2n}e^{-\alpha x^{2}}\,dx=\left(-1\right)^{n}\int _{-\infty }^{\infty }{\frac {\partial ^{n}}{\partial \alpha ^{n}}}e^{-\alpha x^{2}}\,dx=\left(-1\right)^{n}{\frac {\partial ^{n}}{\partial \alpha ^{n}}}\int _{-\infty }^{\infty }e^{-\alpha x^{2}}\,dx={\sqrt {\pi }}\left(-1\right)^{n}{\frac {\partial ^{n}}{\partial \alpha ^{n}}}\alpha ^{-{\frac {1}{2}}}={\sqrt {\frac {\pi }{\alpha }}}{\frac {(2n-1)!!}{\left(2\alpha \right)^{n}}}.}
Wyliczając tę całkę, można również zastosować całkowanie przez części i następnie znaleźć funkcję rekurencyjną.

### Wielomiany wyższego stopnia
Eksponenta wielomianów wyższego stopnia może być łatwo obliczona przy wykorzystaniu szeregów. Na przykład całka z eksponenty z wielomianu stopnia czwartego jest
{\displaystyle \int _{-\infty }^{\infty }e^{ax^{4}+bx^{3}+cx^{2}+dx+f}\,dx={\tfrac {1}{2}}e^{f}\ \sum _{\begin{smallmatrix}n,m,p=0\\n+p=0\mod 2\end{smallmatrix}}^{\infty }\ {\frac {b^{n}}{n!}}{\frac {c^{m}}{m!}}{\frac {d^{p}}{p!}}{\frac {\Gamma \left({\frac {3n+2m+p+1}{4}}\right)}{(-a)^{\frac {3n+2m+p+1}{4}}}}.}
Zauważmy, że warunek {\displaystyle n+p=0} {\displaystyle \mod {2}} jest słuszny, ponieważ całka od {\displaystyle -\infty } do {\displaystyle 0} dokłada czynnik {\displaystyle {\frac {(-1)^{n+p}}{2}}} do każdego składnika, podczas gdy całka od {\displaystyle 0} do {\displaystyle +\infty } dokłada {\displaystyle {\frac {1}{2}}} do każdego składnika. Tego typu całki wykorzystuje się m.in. w kwantowej teorii pola.